# Roxana Eminescu

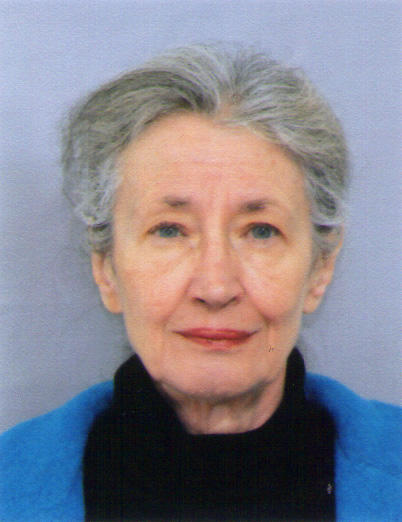
Roxana Eminescu, 2016

Roxana Eminescu (Bucareste, 1947 ) é uma investigadora de história da literatura e civilizações portuguesas, crítica literária, jornalista, professora e tradutora romena. Reformou-se em 2014, após 20 anos de ensino como professora na Universidade de Brest, na França .

## Biografia
Roxana Eminescu é filha de Yolanda Eminescu (1921 - 1998 ), uma advogada, especialista em direito de propriedade intelectual, e de Stephen Stătescu, oftalmologista e poeta (d. 1989 ). Roxana Eminescu tem um filho, Ion Teodor Eminescu-Iacobescu.
Depois de obter o bacharelado na escola secundária de Gheorghe Lazar, entrou na Universidade de Bucareste, onde obteve um diploma de bacharelato em francês . Em 1978 defendeu a sua tese de doutorado em filologia românica sobre Fernando Pessoa, com o académico Iorgu Jordan como orientador científico. Tornou-se investigadora científica na Academia de Ciências Sociais e Políticas, Bucareste, entre 1971 e 1981 .
Em 1981, por motivos políticos, exilou-se, estabelecendo-se em França. Tornou-se uma cidadã francesa. Além da sua carreira em educação, é investigadora do CREPAL, centro de investigação lusófona da Sorbonne, Paris. Especializou-se nas áreas do romance contemporâneo, da teoria literária de formas curtas e literatura íntima (género epistolário, diário íntimo e memórias ).

## Obras
- Preliminarii la o istorie a literaturii portugheze, București, Editura Univers, 1979;
- As coordenadas do romance português contemporâneo, Biblioteca Breve, Lisabona, 1983;
- Catalogue des traductions françaises d’auteurs portugais (littérature) - împreună cu Fatima Gil - Fundația Calouste Gulbenkian, Paris, 1994.
- Geneviève Hennet de Goutel, Écrits de guerre et d’amour, édition établie et présentée par Roxana Eminescu, L’Harmattan 2017.

### Traduções
- A casa grande de Romarigães de Aquilino Ribeiro
- Chuva oblíqua, uma antologia da poesia de Fernando Pessoa, Prémio de Tradução de 1980 da União de Escritores .